# Onthophagus mongana
Onthophagus mongana é uma espécie de inseto do género Onthophagus, família Scarabaeidae, ordem Coleoptera.

## História
Foi descrita cientificamente por Storey & Weir em 1990.